# Анђела Нанети
Анђела Нанети (итал. Angela Nanetti; Будрио, 8. новембар 1942) савремена је италијанска књижевница која најчешће пише за децу и младе.

## Биографија
Анђела Нанети, савремена италијанска књижевница рођена је 8. новембра 1942.  године у Будрију (насеље у округу Болоња у Италији). У Болоњи је завршила средњу школу, а након тога и престижни Универзитет у Болоњи, дипломиравши на смеру за средњовековну историју.
Након дипломирања преселила се у Пескару, где је предавала у основним и средњим школама. Осим рада у школи занимала су је и  образовна истраживања и експерименти. Осамдесетих година 20. века започиње сарадњу са Италијанским енциклопедијским институтом, радећи на мултимедијалном пројекту за италијанску децу у иностранству. Са издавачком кућом Мурсија радила је на дидактичким пројектима, укључујући и антологију књижевних текстова за средњу школу под називом Поруке у боци.
Дебитовала је као књижевница за децу 1984. године са књигом Адалбертова сећања. То је кратки роман који се на ироничан и опуштен начин бави проблемима одрастања у периоду пубертета. Анђела је 1995. године напустила рад у школи да би се посветила искључиво писању. Године 2014. дебитовала је и као аутор за одрасле романом Il bambino di Budrio, који је освојио националну награду  Il Castello del Terriccio.

## Одабрана дела
- Адалбертова сећања
- Мој дека је био трешња
- Адам и Абелија
- Мистерија острва
- Анђели
- Филип и месец инаџија
- Кристина Белџиозо, италијанска принцеза
- Очи мора
- Драга Рахела… Драги Денисе

## Награде
1. Национална Андерсенова награда Свет детињства за најбољег писца за 2003. годину
2. Номинована за награду Hans Cristian Andersen 2004. године
3. Награда Città di Budrio додељена од општине Будрио током фестивала италијанске републике 2. јуна 2005. године[4]
4. Номинована за исту награду и 2006. године
5. Национална награда за историјски роман Il castello del terriccio 2015. године
6. Награда Ciatte’ d’oro citta’ di Pescara 2015. године